# Техасское школьное книгохранилище

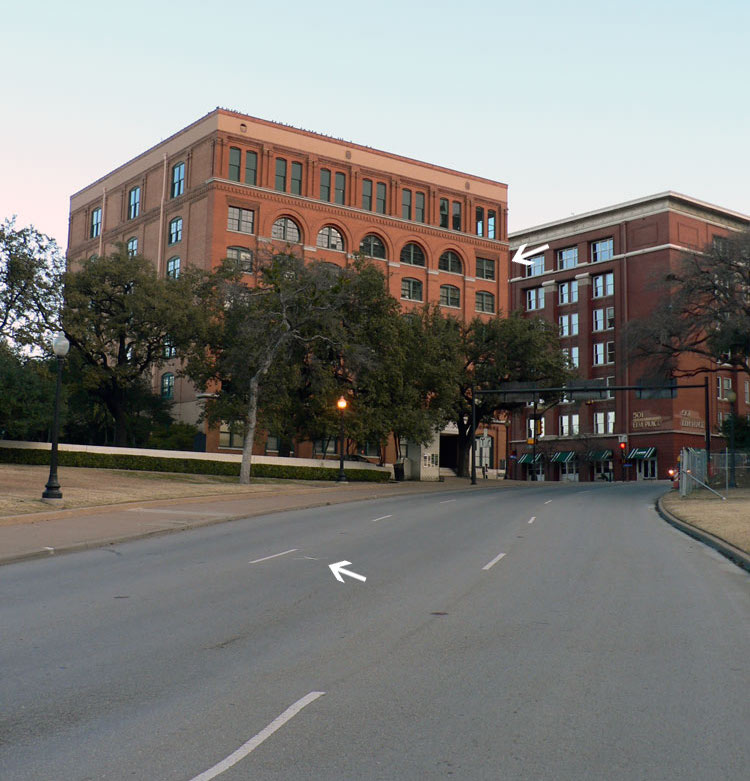
Здание книгохранилища, вид с Элм-стрит. Стрелками показано положение президентской машины в момент смертельного ранения и окно, в котором свидетели видели человека с винтовкой.

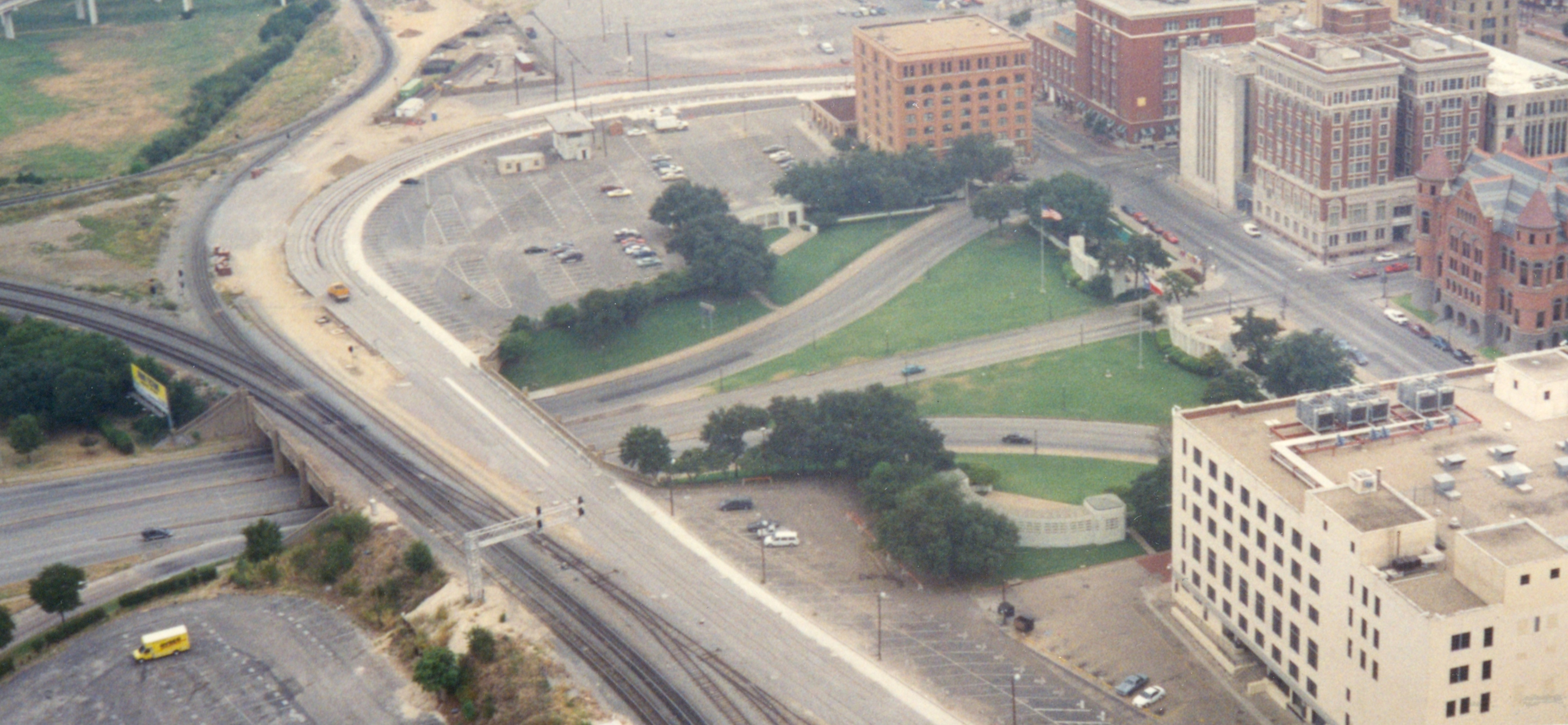
Вид на Дили-Плаза. Книгохранилище — крайнее слева у верхнего края снимка.

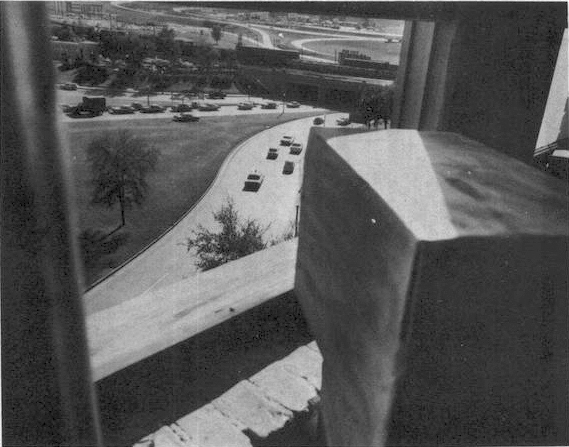
Вид на Элм-стрит с предполагаемой позиции Освальда (из отчета комиссии Уоррена)

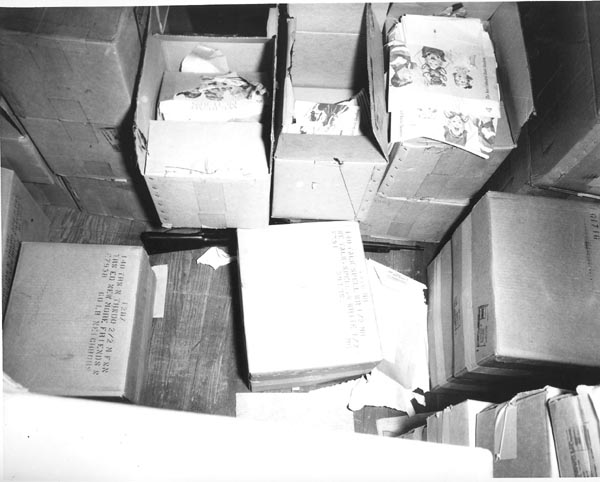
Винтовка, обнаруженная в книгохранилище (из отчета комиссии Уоррена)

Техасское школьное книгохранилище (англ. Texas School Book Depository) — прежнее название 7-этажного здания № 411 по улице Элм-стрит в г. Даллас, штат Техас, США, в районе Дили-плаза, на пересечении улиц Элм-стрит и Хьюстон-стрит. Широкую известность получило в связи с убийством президента США Дж. Ф. Кеннеди. По официальной версии, из окна этого здания Ли Харви Освальд стрелял по президентскому кортежу.

## Здание
Здание было построено в 1898 г. После удара молнии в 1901 г. оно сгорело и в его современном виде (расширенное и достроенное) было восстановлено к 1903 г. К 1963 году оно было сдано в аренду Техасскому школьному книгохранилищу.
Напротив дома 411, по другую сторону Хьюстон-стрит, находится деловой центр «Дал-Текс» (Dal Tex Building), где в 1963 г. располагался офис Авраама Запрудера. По диагонали через перекресток — здание далласского окружного архива.

## Убийство Дж. Ф. Кеннеди
22 ноября 1963 года, согласно официальной версии следствия, бывший морской пехотинец Ли Харви Освальд из окна шестого этажа на юго-восточном углу здания книгохранилища произвел несколько выстрелов из винтовки по проезжающему по Элм-стрит автомобилю 35-го президента США Джона Ф. Кеннеди. При этом Кеннеди получил два тяжелых ранения и скончался в госпитале, не приходя в сознание, приблизительно через полчаса после покушения.
В книгохранилище, в угловом помещении на шестом этаже, помощник шерифа Сеймур Вейцман и полицейский офицер Джин Бун обнаружили принадлежавшую Освальду винтовку с оптическим прицелом. Там же нашли три стреляные гильзы.

## Текущее состояние
В 1970 г. книгохранилище перевели в другое место, дом № 411 был продан с аукциона, а в 1972 перепродан прежнему владельцу. В 1977 г. его выкупила администрация округа Даллас. В настоящий момент в здании располагаются различные административные учреждения и офисы. На шестом этаже создан музей, посвященный Джону Кеннеди — «Музей шестого этажа на Дили-Плаза» (Sixth Floor Museum at Dealey Plaza). Здание имеет официальный статус памятника истории Техаса (Recorded Texas Historic Landmark).